# Лопес, Хосе Луис (футболист, 1981)
Хосе Луис Лопес Рамирес (исп. José Luis López Ramírez; 31 марта 1981, Сан-Хосе) — бывший коста-риканский футболист, полузащитник. Выступал за сборную Коста-Рики.

## Карьера

### Клубная
Воспитанник «Эредиано». Дебютировал за главную команду 4 января 1997 года в матче против «Депортиво Саприсса». На тот момент Лопесу еще не исполнилось 16 лет. Через несколько лет полузащитник перешел в «Саприссу», в составе которой побеждал в Лиги чемпионов КОНКАКАФ.
Позднее «Саприсса» отдавала Лопеса в аренду в Австралию и Китай. Завершил свою карьеру футболист на родине в клубе «Уругвай де Коронадо».

### В сборной
В 2001 году вместе с молодежной сборной Коста-Рики Хосе Луис Лопес выступал на Чемпионате мира по футболу среди молодёжных команд в Аргентине. В 2004 году полузащитник принял участие в Летних Олимпийских играх в Афинах. За главную национальную команду страны дебютировал 7 сентября 2003 года в товарищеском матче против США. В 2005 году играл на Золотом Кубке КОНКАКАФ в США.

## Достижения
- Бронзовый призёр Клубного чемпионата мира (1): 2005.
- Победитель Лиги чемпионов КОНКАКАФ (1): 2005.
- Победитель Клубного кубка UNCAF (1): 2003.
- Чемпион Коста-Рики (5) : 2003/04, 2005/06, 2006/07, Зим. 2007, 2008 (лето).
- Победитель регулярного чемпионата A-Лиги (1): 2008/09.
- Победитель плей-офф A-Лиги (1): 2008/09.